# Gunnera mexicana
Gunnera mexicana là một loài thực vật có hoa trong họ Dương nhị tiên. Loài này được Brandegee mô tả khoa học đầu tiên năm 1922.